# Arnex-sur-Nyon
Arnex-sur-Nyon é uma  comuna suíça do Cantão de Vaud, pertencente ao distrito de Nyon, que fica rodeada por Crassier, Borex, Eysins, e Crans-près-Céligny, e Céligny que é um enclave do cantão de Genebra no de Vaud.
Com uma área de unicamente 2 km2, tem uma pequena zona ocupada pelas infra-estructuras  d 9% e 80 % dedicada à agricultura.